# Проспект

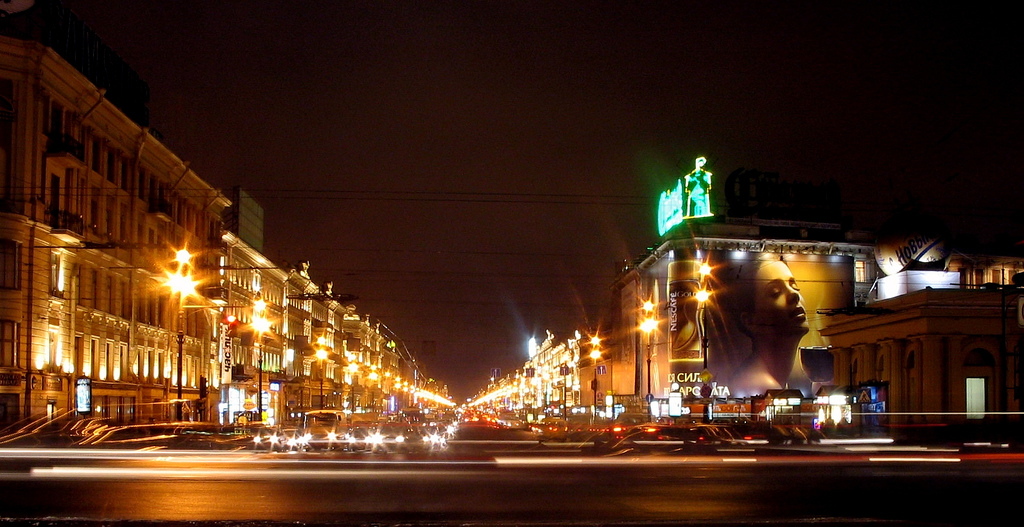
Невский проспект в Санкт-Петербурге

Проспе́кт (от лат. prospectus — вид будущего, вид развития, проектирование будущего, перспектива проекта) — как правило, длинная, прямая и широкая улица в городе, возможно, обсаженная зеленью. Согласно Строительным нормам и правилам проспект не относится к типологии улиц, решение о включении слова «проспект» в название улицы принимается произвольно. По универсальной десятичной классификации проспекты входят в группу с кодом 625.712.1 (Магистральные дороги. Автомагистрали. Проспекты. Кольцевые дороги. Городские автострады).
Слово «проспект» появилось в русском языке в XVIII веке, при строительстве Санкт-Петербурга. Первоначально широкие прямые улицы строящегося города назывались першпективами, затем устоялось современное название. Так, Невский проспект в первые годы своего существования носил имена: першпективная дорога к Невскому монастырю, Большая першпективная дорога, Большая Невская першпектива, Невская першпектива. Нынешнее написание устоялось только в 80-х годах XVIII века.

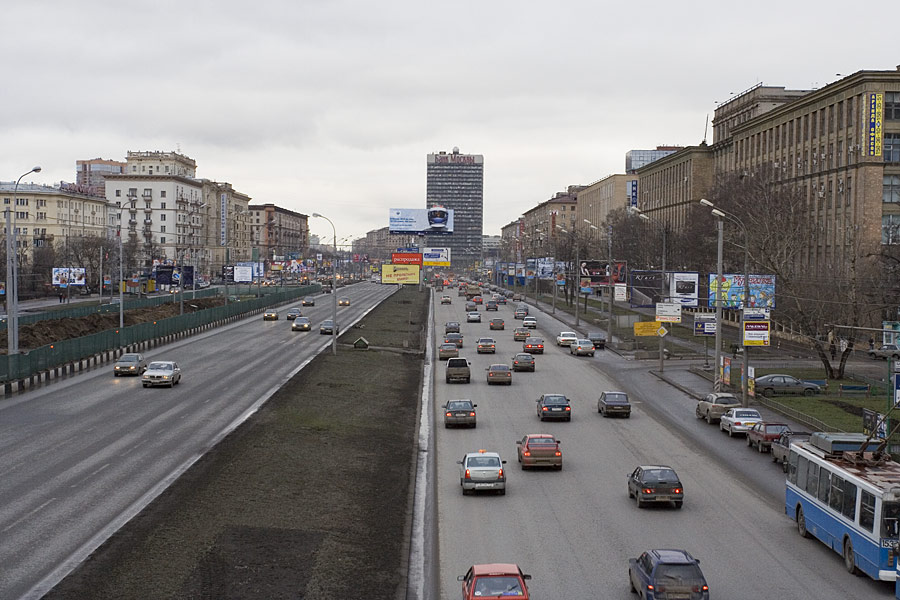
Ленинградский проспект в Москве

В Москве проспектами с середины XIX века называли прямые длинные аллеи в парках, однако это название использовалось нечасто и не получило широкого распространения (хотя в Измайловском парке до сих пор существуют именно такие проспекты-просеки). В современном значении (широкая улица) проспекты появились в Москве только в 50-х годах XX века, когда началась застройка новых районов. Также в проспекты преобразовали некоторые существовавшие магистрали (в основном шоссе).
Как правило, проспектами называют крупные улицы в центрах городов, их крупных и обособленных частях, или такие, которые соединяют части города — идущие к мосту через крупную реку или сквозь крупный район к центру города.
Основными признаками для проспекта являются его ширина, длина, место в иерархии других улиц. Проспекты не заканчиваются тупиками. Началом и концом проспекта могут быть развязка, площадь, переход в другой проспект или в дорогу ведущую к мосту или из города. В редких случаях проспект заканчивается обычным перекрестком с другим проспектом или другой внутригородской магистралью. Как правило, на проспектах не бывает участков, предназначенных только для пешеходов (самое яркое исключение из этого правила — проспект Столыпина, иначе проспект Кирова в Саратове). Размеры проспектов должны позволять выделение обширных пешеходных зон без перекрывания движения, а исторически сложившиеся транспортные потоки как раз определяли направления будущих проспектов. Таким образом, перекрытие естественным образом сложившегося проспекта приведет к транспортному коллапсу в городе. По этой же причине не должно быть проспектов без городского транспорта — маршруты городского транспорта и основные наиболее популярные траектории перемещения пассажиров проходят по наиболее крупным и людным улицам и никак не могут пройти мимо проспектов.
Отсутствие этих признаков может говорить о том, что название «проспект» не подходит данной улице, однако это не влечет немедленного переименования. Применение названия зависит от воли строителей, городских властей и городских топонимических традиций. Так, в городах-миллионерах Уфе и Екатеринбурге имеется всего по два полноценных проспекта и по два крошечных, Иркутск и Хабаровск имеют в застройке по одному проспекту, но за пределами исторических центров, а областные центры Тюмень и Орёл вообще не имеют проспектов. Большое количество проспектов свойственно Санкт-Петербургу и городам, строившимся в советское время. Сельские населённые пункты обычно не имеют проспектов, в малых городах или посёлках городского типа проспектом могут назвать одну или несколько центральных улиц, даже если последние являются пешеходными, проходят через частный сектор, не имеют транспортного значения и т.п.

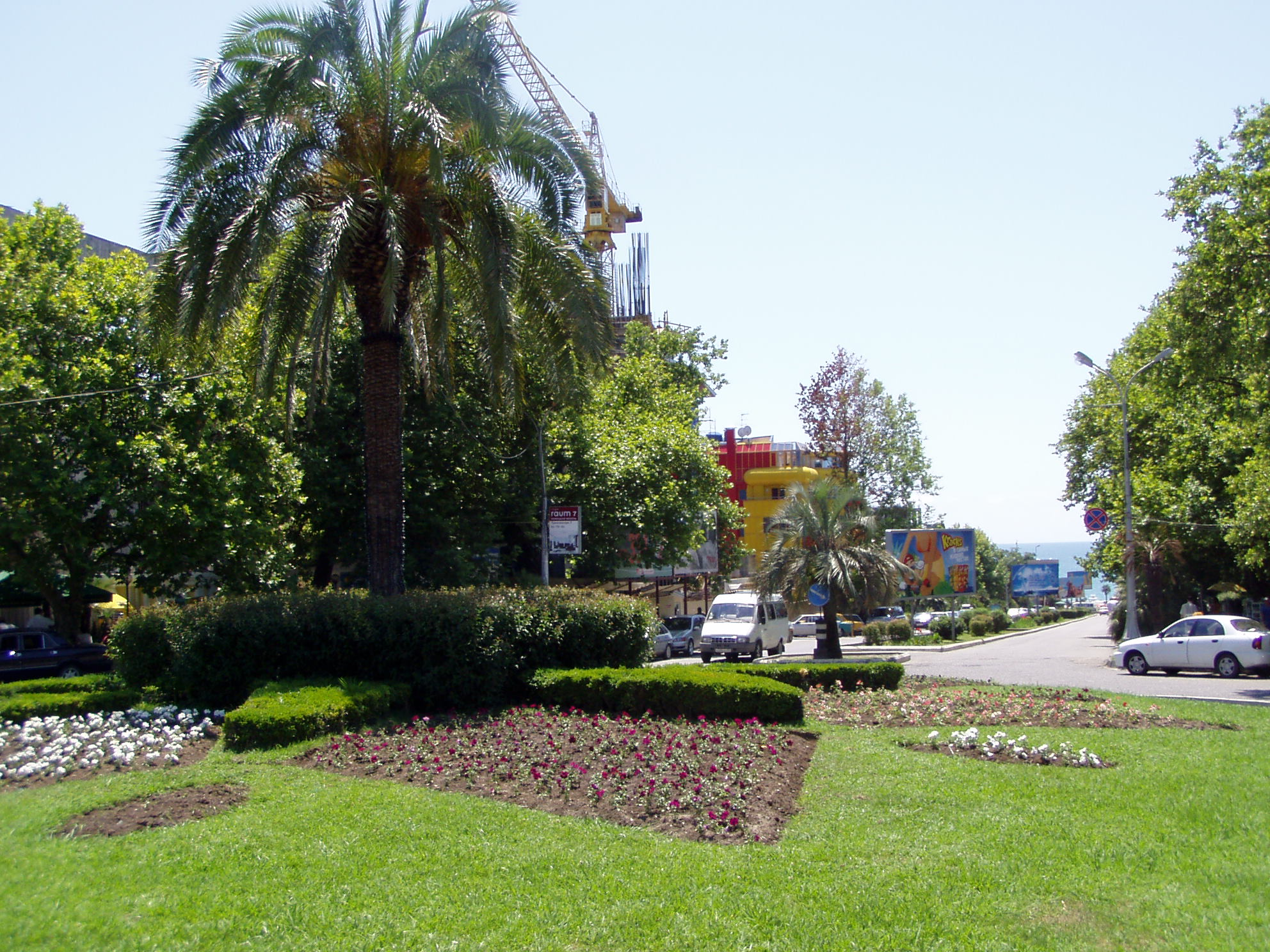
Проспект Пушкина в Сочи